# Filippo Pelati
Filippo Pelati, född 22 mars 2007 i Lagosanto, är en italiensk konstsimmare.

## Karriär

### Junior
Pelati började med konstsim som åttaåring. Vid junior-EM 2022 i Alicante tog han silver i det tekniska soloprogrammet och brons i det fria soloprogrammet. Pelati tog även silver tillsammans med Alessia Austranti i både det fria och tekniska programmet för mixade par. Vid junior-VM 2022 i Québec tog han brons tillsammans med Alessia Austranti i det tekniska programmet för mixade par.
Vid junior-EM 2023 i Funchal tog Pelati guld i det fria soloprogrammet. Vid ungdoms-VM 2023 i Aten tog han guld i det fria soloprogrammet. Vid junior-EM 2024 i Cottonera tog Pelati guld i både det fria och tekniska soloprogrammet samt guld tillsammans med Flaminia Vernice i det fria programmet för mixade par. Vid junior-VM 2024 i Lima tog han brons tillsammans med Sarah Maria Rizea i det tekniska programmet för mixade par.

### Senior
Vid EM 2024 i Belgrad tog Pelati silver tillsammans med Flaminia Vernice i det fria programmet för mixade par samt silver tillsammans med Sarah Maria Rizea i det tekniska programmet för mixade par. Vid konstsim-EM 2025 i Funchal tog han silver i både det fria och tekniska soloprogrammet samt tog silver i det fria programmet för mixade par och brons i det tekniska programmet för mixade par tillsammans med Lucrezia Ruggiero.
Vid VM 2025 i Singapore tog Pelati brons i det fria soloprogrammet samt i det tekniska programmet för mixade par tillsammans med Lucrezia Ruggiero.